# هاريس كولمان
هاريس كولمان (بالإنجليزية: Harris Coleman)‏ هو محامي أمريكي، ولد في 31 مايو 1893 في ستانفورد في الولايات المتحدة، وتوفي في 16 مارس 1972 في لويفيل في الولايات المتحدة.